# Горки (Вистинское сельское поселение)
Горки (ижор. Mättyisi) — деревня в Вистинском сельском поселении Кингисеппского района Ленинградской области.

## История
Впервые упоминается в Писцовой книге Водской пятины 1500 года как деревня Горка в Каргальском погосте Копорского уезда.
На карте Ингерманландии А. И. Бергенгейма, составленной по шведским материалам 1676 года, обозначена смежная деревня Hamalaby.
На шведской «Генеральной карте провинции Ингерманландии» 1704 года — Hamala.
Деревня Горка упомянута на карте Ингерманландии А. Ростовцева 1727 года.
На карте Санкт-Петербургской губернии Ф. Ф. Шуберта 1834 года обозначена деревня Горки.

ГОРКИ — деревня принадлежит ведомству Ораниенбаумского дворцового правления, число жителей по ревизии: 49 м. п., 65 ж. п. (1838 год)

В пояснительном тексте к этнографической карте Санкт-Петербургской губернии П. И. Кёппена 1849 года она записана как деревня Mättäkisi (Горки) и указано количество её жителей на 1848 год: ижоры — 38 м. п., 65 ж. п., всего 103 человека, которые относились к православному Сойкинскому Николаевскому приходу.
На карте профессора С. С. Куторги 1852 года деревня не упоминается.

ГОРКА — деревня Ораниенбаумского дворцового правления, 10 вёрст по почтовой, а остальное по просёлкам, число дворов — 13, число душ — 32 м. п. (1856 год)

ГОРКИ — деревня, число жителей по X-ой ревизии 1857 года: 31 м. п., 52 ж. п., всего 83 чел.

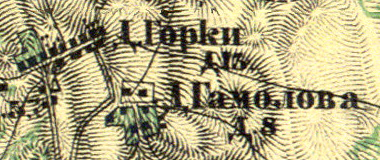
Деревни Горки на карте 1860 года

Согласно «Топографической карте частей Санкт-Петербургской и Выборгской губерний» в 1860 году деревня Горки состояла из 13 крестьянских дворов. Смежно с ней располагалась деревня Гамолово.

ГОРКА (МЯТТЕЧЕ) — деревня Дворцового ведомства при колодцах, число дворов — 13, число жителей: 42 м. п., 56 ж. п.; Часовня. (1862 год)

ГОРКИ — деревня, по земской переписи 1882 года: семей — 17, в них 49 м. п., 40 ж. п., всего 89 чел.

ГОРКИ — деревня, число хозяйств по земской переписи 1899 года — 20, число жителей: 57 м. п., 59 ж. п., всего 116 чел.;
 разряд крестьян: бывшие удельные; народность: русская — 13 чел., финская — 103 чел.

В конце XIX — начале XX века деревня административно относилась к Стремленской волости 2-го стана Ямбургского уезда Санкт-Петербургской губернии. Население деревни было исключительно ижорским.
В 1917 году деревня Горки входила в состав Стремленской волости Ямбургского уезда.
С 1917 по 1927 год деревня Горки входила в состав (Гамоловского) Горковского сельсовета Сойкинской волости Кингисеппского уезда.
Согласно данным переписи населения СССР 1926 года в деревне Горки проживал 151 человек, большинство из них ижоры, а также русские и эстонцы.
С 1927 года в составе Горковского сельсовета Котельского района.

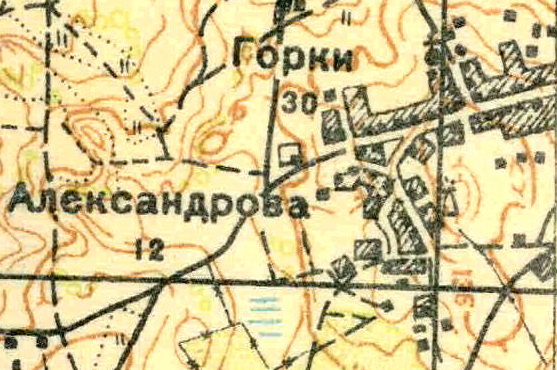
План деревни Горки. 1930 год

Согласно топографической карте 1930 года деревня насчитывала 30 дворов. В центре деревни находилась часовня.
С 1931 года в составе Кингисеппского района.
По данным 1933 года деревня называлась Горка и являлась административным центром Горковского сельсовета Кингисеппского района, в который входили 10 населённых пунктов: деревни Александровка, Валяницы, Гамолово, Глинки, Горка, Залесье, Лога, Парфеевка, Репино, общей численностью населения 1680 человек.
По данным 1936 года в состав Горковского сельсовета входили 10 населённых пунктов, 361 хозяйство и 5 колхозов. Административным центром сельсовета была деревня Глинки.
В 1939 году население деревни Горки составляло 151 человек.
C 1 августа 1941 года по 31 января 1944 года деревня находилась в оккупации.
С 1954 года в составе Сойкинского сельсовета.
В 1958 году население деревни Горки составляло 51 человек.
По данным 1966, 1973 и 1990 годов деревня Горки также входила в состав Сойкинского сельсовета Кингисеппского района.
В 1997 году в деревне Горки проживали 95 человек, деревня входила в состав Сойкинской волости с центром в деревне Вистино, в 2002 году — 101 человек (русские — 90 %), в 2007 году — 113 человек.

## География
Деревня расположена в северной части района на автодороге 41А-007 (Санкт-Петербург — Ручьи).
Расстояние до административного центра поселения — 3,5 км.
Расстояние до ближайшей железнодорожной платформы Косколово — 17 км.
Деревня находится на Сойкинском полуострове у побережья Финского залива.

## Демография
| 1862 | 2007 | 2010 | 2017 |
| ---- | ---- | ---- | ---- |
| 98   | ↗113 | ↘7   | ↗67  |

### Национальный состав
Согласно данным Всероссийской переписи населения 2021 года в деревне проживали 24 человека, из них:
 русские — 16, ижорцы — 5, белорусы — 2, украинцы — 1 человек.

## Достопримечательности
- Селище в 300 м к югу от деревни[33].

## Улицы
Александровская, Гамоловская, Клубная, Матросская.